# 程萍
程萍（1960年10月—），广东电白人，汉族，中华人民共和国政治人物。

## 生平
加入中国国民党革命委员会，担任民革中央委员、广东省委副主委、珠海市委主委、广东省农业厅副厅长。2008年，当选第十一届全国政协委员，代表农业界，分入第三十八组。2018年2月24日，当选为第十三届全国人大代表。